# Manuela Mucke
Pour les articles homonymes, voir Mucke.
Manuela Mucke, née le 30 janvier 1975 à Wittemberg est une kayakiste allemande.

## Palmarès
- Jeux olympiques d'été
  - Jeux olympiques d'été de 2000 de Sydney
    - médaille d'or en K4 (500 m)

  - Jeux olympiques d'été de 1996 d'Atlanta
    - médaille d'or en K4 (500 m)
- Championnats du monde
  - médaille d'or en K2 (1 000 m) en 2001
  - médaille d'or en K4 (500 m) en 1998
  - médaille d'or en K4 (200 m) en 1997
  - médaille d'or en K4 (500 m) en 1995
  - médaille d'argent en K2 (1 000 m) en 2003
  - médaille d'argent en K2 (500 m) en 2002
  - médaille d'argent en K2 (1 000 m) en 2002
  - médaille d'argent en K4 (500 m) en 2002
  - médaille d'argent en K4 (500 m) en 2001
  - médaille d'argent en K2 (1 000 m) en 1999
  - médaille d'argent en K4 (500 m) en 1999
  - médaille d'argent en K4 (200 m) en 1995
  - médaille de bronze en K4 (200 m) en 2002